# マックス・ニューマン
マクスウェル・ハーマン・アレグザンダー・ニューマン（英: Maxwell Herman Alexander Newman、1897年2月7日 - 1984年2月22日）はイギリスの数学者で暗号解読者。通称はマックス・ニューマン (Max Newman)。第二次世界大戦中は電子計算機Colossusの構築につながる仕事をし、マンチェスター大学で王立協会計算機研究所を創設し、同研究所で1948年に世界初のプログラム内蔵式電子計算機であるManchester Small-Scale Experimental Machineが生まれた。

## 経歴

### 前半生
1897年2月7日、イングランドはロンドンのチェルシーで生まれる。なお、生まれたときの姓はドイツ名の Neumann （ノイマン）だった。父ハーマン・アレグザンダー・ニューマンはドイツのブロンベルク（現在のポーランド ブィドゴシュチュ）出身でユダヤ系であり、15歳のときに家族と共にロンドンに移住した。父はある会社で秘書として働き、イングランド人教師のサラ・アン（・パイク）と1896年に結婚。1903年、一家はロンドン郊外のダルウィッチに引越し、マックスは Goodrich Road school に入学。1908年には City of London School に進学した。1915年、奨学金を得てケンブリッジ大学セント・ジョンズ・カレッジで数学を学ぶようになり、翌1916年には Mathematical Tripos のパートIで首席となった。
第一次世界大戦が勃発したため、一時期勉強できなくなった。戦争が始まった1914年、父は敵性外国人として強制収容所に入れられ、解放と同時にドイツに送還された。1916年、マックスは姓を英語化した "Newman"（ニューマン） に変更し、母親のサラも1920年に同様に変更した。国民兵役 (national service) として、ヨークの Archbishop Holgate's Grammar School で教師として働き、陸軍補給部隊で働き、さらに Chigwell School でも教師として働いた。1918年2月、兵役 (military service) で召集されたが、父親のこともあって良心的兵役拒否を主張し、直接戦闘に関わる任務にはつかなかった。
1919年10月、大学に復帰し、1921年には Mathematical Tripos のパートIIを首席で合格し、Schedule B（パートIII相当）の栄誉を与えられた。
1923年11月5日、セント・ジョンズ・カレッジの研究員に選ばれた。組合せ的位相幾何学（後の代数的位相幾何学）の確立に努め、3つの初歩的な「動き」だけで等価性を定義することを提唱した。ニューマンの定義は、それ以前の定義から生じていた難題を避けるものだった。数理論理学の論文も書いており、ヒルベルトの第5問題の特殊ケースを解いている。
1927年にはケンブリッジ大学の数学講師となり、1935年のゲーデルの定理についての講義がアラン・チューリングに着想を与え、仮説的な計算機械（チューリングマシン）を使って「決定問題」を考えるという先駆的業績へとつながった。ニューマンはチューリングをプリンストン大学に行かせ、同じ問題をラムダ計算で定式化していたアロンゾ・チャーチに会わせてもいる。また、位相幾何学における重要な論文 Elements of the topology of plane sets of points (1939) を書き、今も学部学生のテキストとしてよく使われている。
1934年12月、作家のリン・アーヴィンと結婚。花婿付添人はパトリック・ブラケットが務めた。2人の息子、エドワード（1935年生）とウィリアム（1939年生）をもうけている。

### 第二次世界大戦
1939年9月3日、イギリスはドイツに宣戦布告。父がユダヤ人だったためナチス・ドイツを恐れ、1940年7月には妻と2人の息子をアメリカに避難させた。ニューマン本人はケンブリッジに残り、当初は研究と講義を続けていた。1942年春、軍役への関与を考慮するようになる。ニューマンの方から接触を図り、ブレッチリー・パークの政府通信本部で働きたいと申し出た。そこでの仕事は十分興味深く、同時有益だろうと考えていたが、同時に父がドイツ国籍だという事実から極秘の仕事には関与できないことも予想していた。問題は夏までに解決し、1942年8月31日、ブレッチリー・パークに着任することになった。
研究部門に配属され、ドイツのテレタイプ端末の暗号 "Tunny" を研究することになる。10月には "Testery" に合流。しかし、そこでの仕事は性に合わなかった。そこで暗号解読は機械化できると上司を説得し、1942年12月にはそのための機械を開発する仕事を割り当てられた。1943年1月から組み立てを開始し、最初の試作機が1943年6月に完成。この機械はニューマンを長とする新部門 "Newmanry" で運用された。同部門の初期メンバーは他に、（後に人工知能研究者となる）ドナルド・ミッキー、2人の技術者、16人の女性（英国海軍婦人部隊員）がいた。女性たちはその機械を "Heath Robinson" と名付けた。これは奇妙な機械を描くことで知られた漫画家W・ヒース・ロビンソンに因んだ命名である。
この機械は性能と信頼性がよくなかった。英国中央郵便本局研究所のトミー・フラワーズは真空管を使った経験があり、Heath Robinson をベースとして電子化した計算機 Colossus を開発し Newmanry に設置した。これが大いに成功し、終戦までに10台製作され使われた。

### 戦後
1945年9月、ニューマンはマンチェスター大学数学科のトップに任命された。ニューマンはチューリングと協力してジョン・フォン・ノイマンのアイデアに基づいたプログラム内蔵式コンピュータの開発を構想し、ノイマンへの手紙でその旨を伝えた。ニューマンは王立協会計算機研究所を同大学に創設してチューリングを副所長に招き、フレデリック・C・ウィリアムスとトム・キルバーンという技術者を雇い入れた。そこで彼らは世界初のプログラム内蔵式デジタル電子計算機を開発した。1962年、ストックホルムで開催された国際数学者会議に招待され、位相幾何学に関する講演を行った。
1964年に引退するとケンブリッジ近郊のコンバートンに移り住んだ。引退後も位相幾何学の研究を続け、1966年に一般化されたポアンカレ予想を多様体について証明した。
1973年に妻リンが死ぬと、ライオネル・ペンローズの未亡人マーガレット・ペンローズと再婚。1984年、ケンブリッジで死去。

## 栄誉
- 王立協会フェロー(FRS) - 1939年[5][20]
- 王立協会シルヴェスター・メダル - 1958年[20]
- ロンドン数学会会長 - 1949年-1951年
- LMS ド・モルガン・メダル - 1962年
- 名誉博士号（ハル大学） - 1968年

マンチェスター大学にはニューマンの名を冠した建物がある。
1946年、大英帝国勲章 (OBE) の申し出があったが、アラン・チューリングに対する「こっけいな扱い」への抗議の意をこめて辞退した。